# Тарасов Андрій Андрійович
Андрій Андрійович Тарасов (22 липня 1970, м. Донецьк) — український військовик, віцеадмірал, начальник штабу — перший заступник командувача Військово-Морських сил України.

## Життєпис
У 1993 році закінчив Вище військово-морське училища ім. М. В. Фрунзе.
З 1993 по 2000 рік проходив службу на фрегаті «Гетьман Сагайдачний» на посадах від командира мінно-торпедної команди до старшого помічника командира корабля.
У 2001—2002 роках командував фрегатом «Севастополь», а в 2002—2003 роках — великим розвідувальним кораблем «Славутич».
У 2003—2005 роках — начальник штабу — перший заступник командира 1-ї бригади надводних кораблів, з 2005 по 2007 рік — командир цієї бригади.
У 2004 році здобув оперативно-тактичний рівень освіти.
З 2007 по 2012 рік в управлінні бойової підготовки Командування Військово-Морських Сил Збройних Сил України обіймав посади начальника відділу та заступника начальника управління.
У 2012—2013 роках очолював центр морських операцій Військово-Морських Сил Збройних Сил України, у 2013—2014 роках керував національним контингентом у складі екіпажу фрегата «Гетьман Сагайдачний», вертолітного загону і доглядової команди, який у Аденській затоці виконував завдання антипіратських операцій «Океанський щит» і «Аталанта».
У 2014 році тимчасово виконував обов'язки начальника штабу Військово-Морських Сил Збройних Сил України.
З 2015 по 2016 рік — начальник штабу — перший заступник командувача Військово-Морських Сил Збройних Сил України.
У 2015-му — здобув оперативно-стратегічний рівень освіти.
З липня 2016 року — перший заступник командувача Військово-Морських Сил Збройних Сил України.
Від 1 липня 2018 року — начальник штабу Військово-Морських сил України.

## Нагороди та відзнаки
- 3 грудня 2021 року, "за особисті заслуги у зміцненні обороноздатності Української держави, мужність і самовіддані дії, виявлені у захисті державного суверенітету та територіальної цілісності України, зразкове виконання військового обов’язку", нагороджений —  орденом Богдана Хмельницького ІІІ ступеня[3].